# Allsång

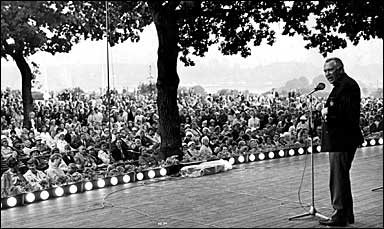
Egon Kjerrman leder Allsång på Skansen 1963.

Allsång är gemensam enstämmig sång av en grupp människor för nöjes skull.

## Allmänt
I allsång sjunger man i regel sånger som gruppen är bekanta med innan tillställningen, ofta ur ett sång- eller allsångshäfte som tryckts upp för tillfället i fråga eller är knutet till någon sorts institution. I sånghäftet finner man som regel bara texten till sången, melodin är ej noterad; den anses vara allmänt känd eller så får man lära sig den på gehör medan man sjunger. Melodin framförs i huvudsak unisont och om någon sjunger en understämma är den improviserad eller något man lärt sig i skola eller när man sjöng i kör. Traditionen i Sverige bjuder att man sjunger på svenska, endast undantagsvis på annat språk. Historiskt sett har allsången bland annat varit vanligt förekommande kollektiv ritual i sociala rörelser, i det obligatoriska skolväsendet liksom på folkhögskolor.
Allsång i Sverige är fortfarande vanligt förekommande under fester (t.ex. kräftskivor, företagsfester etc.), på studentgasker, som aktivitet på äldreboenden, vid olika typer av samlingar i skolan och på allsångsprogram i TV och radio. Under de sistnämnda programmen varvas allsången med artistuppträdanden, och artisten väljer en låt ur allsångshäftet och hoppar in som biträdande allsångsledare när den valda låten sjungs.
Företeelser som tangerar allsång, men som har ett annat huvudsakligt syfte, är hejaramsor under sportevenemang och psalmsången i kyrkan.

## Historia

### Sverige
Samfundet för unison sång (SUS) bildades 1906, för att genom sång verka för att stärka samhörigheten bland svenskarna.
1927 hörde David Jonasson, sportchef på tidningen Dagens Nyheter, talas om begreppet community singing (engelska: "gemensam sång") när han var i England och tittade på fotboll. Dagens Nyheter efterlyste ett svenskspråkigt namn på företeelsen, och kyrkoherde Manne Eriksson föreslog ordet allsång.
Allsång på Skansen anordnades första gången 1935 under ledning av musikdirektör och kantor Sven Lilja. Intresset minskade under 1950-talet, men 1957 såg Sveriges Radio och Egon Kjerrman till att allsångskvällarna kom igång igen. Andra som leder eller har lett Allsång på Skansen är Bosse Larsson, Lasse Berghagen, Anders Lundin, Måns Zelmerlöw och Petra Marklund. Den 3 augusti 1979 började evenemanget direktsändas i Sveriges Television, och under framförallt Berghagens tid steg åter populariteten.
Allsång fick från 1950-talet och under kommande decennier, likt caféprogram, en "pensionärsstämpel", då publiken började bli äldre, och ungdomar föredrog pop- och rockkonserter, men under Berghagens tid blev dock allt fler ungdomar intresserade av allsång.
Den 21 juni 2004 startade Allsång på Liseberg i Göteborg, som sedan premiären leds av Lotta Engberg och anordnas en kväll i veckan under perioden juni-augusti. Detta nådde popularitet, och började den 29 juni 2009 direktsändas i TV 4 under namnet Lotta på Liseberg.
Sommaren 2007 startade Sveriges Radio allsångskvällar i Gränna hamn. Första sommaren sände Sveriges Radio Jönköping lokalt, sommaren därpå sände man tillsammans med Sveriges Radio Östergötland, och sommaren 2009 sände Sveriges Radio P4 allsången från Gränna över hela landet. Programmet har nu cirka 1 miljon lyssnare, och programledare är Peje Johansson.
Sedan många år är det allsång i Växjö, i Linnéparken mitt i staden, på måndagskvällar under sommaren. Peje Johansson och Siv "Augustina" Carlsson har varit programledare och allsångsledare för Allsång i Linnéparken sedan starten, och programmet sänds även via Internet av ÖKV i Växjö och Sveriges Radio.
Sveriges sydligaste allsång hålls varje sommar på Sveriges sydligaste punkt, Smygehamn.

### Norge
Formatet för den svenska allsångsshowen Allsång på Skansen användes för den norska allsångsshowen Allsång på gränsen som har anordnats varje sommar sedan 2007 och TV-sänts. Ett flertal svenska artister har medverkat, bland annat Dr Alban. Sedan sommaren 2011 har Allsång på gränsen även sänts i svensk TV via TV4+ på tidiga lördagskvällar.